# Bactiioga
Bactiioga (em sânscrito:  भक्ति, transl. bhakti yoga, bhakti, lit. "devoção, amor, adoração"; e yoga: lit. "jugo do amor"), também chamado bhakti marga (em sânscrito:  मार्ग, transl.: mārga, lit. "caminho" — "caminho da devoção") e ioga devocional, é um dos ramos da ioga e do vedanta que conduz à comunhão divina através da devoção.
Nessa devoção, o bhakta (devoto ou praticante de bactiioga) geralmente inicia seu processo considerando o objeto de adoração a parte, como um Deus ou Absoluto, em um plano mais elevado ou "céu". Em seguida, ele passa a reconhecer e adorar esse divino dentro de cada ser, presente no interior de cada criatura, suas "centelhas divinas". Posteriormente, ele considera absolutamente tudo como formas do mesmo e indivisível Todo.
No livro Bhakti-rasamrta-sindhu de Rupa Goswami, bhakti se divide em três estágios: sadhana-bhakti, bhava-bhakti e prema-bhakti. Dentro de sadhana-bhakti existem dois tipos diferentes de bhakti: vaidhi-bhakti e raganuga-bhakti.